# Salome (1918)
Salome ist ein US-amerikanisches Stummfilmdrama von J. Gordon Edwards aus dem Jahr 1918. Das Drehbuch von Adrian Johnson basierte auf der Erzählung des antiken Historiographen Flavius Josephus. Die Titelrolle spielt Theda Bara, Amerikas erstes Sex-Symbol der Kinoleinwand.

## Handlung
Salome strebt mit List nach der Macht des Königs Herodes. Sie hat Herodes’ Hauptrivalen beseitigt und führt den Tod seiner Frau durch ihren eigenen Verrat herbei. Johannes der Täufer, der Rückhalt in der Bevölkerung genießt, prangert Herodes und seinen Hofstaat an. Um Unruhen vorzubeugen, lässt ihn Herodes festnehmen und ins Gefängnis werfen. Dort begegnet ihm Salome und wird von Leidenschaft nach ihm erfasst. Als Johannes ihre Avancen aber zurückweist, sinnt sie gekränkt auf Rache. Sie kann Herodes mit einem sinnlichen Tanz begeistern und verlangt den Kopf des Johannes als Belohnung. Diese Tat aber bringt ihr selbst den Tod. Sie wird zwischen den spitzen Schildbuckeln der römischen Legionäre zerquetscht.

## Hintergrund
Die Dekorationen und Kostüme entwarf George James Hopkins, die Außenaufnahmen fanden im Palm Canyon, California, USA statt. Photographen waren John W. Boyle, George Schneiderman und Harry Gerstad. Der Film wurde am 10. August 1918 in Amerika uraufgeführt und kam ab 6. Oktober 1918 in die Kinos. Er lief auch in Europa, in Frankreich und Portugal, sogar in Japan, wo er am 14. April 1921 Premiere feierte. Die Kinomusik komponierte 1918 George Rubenstein.

## Rezeption
Der Film wurde von der Kritik positiv aufgenommen.
- In der New York Times vom 7. Oktober 1918 stand:

“William Fox last night presented Theda Bara in „Salome“ on the screen of the Forty-fourth Street Theatre, in a photoplay which for richness and extent of pageantry, sumptuousness of setting, and color or detail has few equals among motion-picture productions. And Theda Bara in the title rôle was all that those who have seen her in other films might expect—every minute the vampire, in manner and movement and expression.”
Auch kommerziell wurde er ein Erfolg. Das Publikum strömte in die Lichtspielhäuser, um Theda Bara zu sehen.
- Die Moving Picture World No. 1288 titelte am 8. März 1919:

“Biggest Money Maker Yet! Book It Now! Theda Bara in Salome. Even Outdrawing Cleopatra!”.
In Einklang mit ihrer stetigen Bemühung, ihre Schauspielerei künstlerisch aufzuwerten, wollte „La Bara“ ihrer Salome eher einen seriösen als einen sensationellen Anstrich geben:
“As Salome I tried to absorb the poetic impulse of Oscar Wilde. I tried to interpret the extraordinary, the hopeless moral disintegration of a woman’s soul with sincere artistic effort”.
Eine Verfilmung des Salome-Stoffes nach der Vorlage und auch im Geiste von Oscar Wilde gelang erst 1923 durch Alla Nazimova. Doch die wurde wiederum vom Publikum eben wegen ihres künstlerischen Anspruches nicht angenommen.
Der Film wurde parodiert in einer Szene des ebenfalls 1918 entstandenen Two-Reelers The Cook, in der Roscoe ‘Fatty’ Arbuckle behängt mit Küchenutensilien einen „orientalischen“ Tanz à la Theda Bara aufführt.
Der Salome-Stoff im Besonderen und der Orient – oder was man im Abendland dafür hielt – im Allgemeinen wirkten in diesen Jahren anregend auch auf andere Gebiete der Kunst. So entstanden in den USA Kompositionen der Unterhaltungsmusik, die auf Orient, Vampire und erotischen Tanz abhoben, in Deutschland mehrere „Salome“-Filme, dazu 1918 der erste „orientalische Foxtrott“ von Robert Stolz, der ausgerechnet den Titel „Salome“ bekam und ein Weltschlager wurde.
Laut Silent Era gilt Theda Baras Salome-Film als verschollen.